# Sportin' Life (album de Mink DeVille)
Pour les articles homonymes, voir Sporting Life.
Sportin' life est un album de Mink DeVille sorti en 1985 chez Polydor. Depuis le troisième album du groupe, Le Chat Bleu en 1981, lorsque les membres originaux du groupe sont partis, le chanteur et compositeur Willy DeVille avait rassemblé des musiciens pour enregistrer et tourner sous le nom de Mink DeVille.

## Liste des titres
1. In the heart of the city (Willy DeVille)
2. I must be dreaming  (Willy DeVille)
3. Italian shoes (Willy DeVille)
4. Slip away (Willy DeVille)
5. When you walk my way (Willy DeVille)
6. A woman's touch (Willy DeVille)
7. Easy street (Willy DeVille)
8. Little by little (Willy DeVille)
9. There's no living (witout your lovin) (Jerry Harris - Paul Kaufman)
10. Something beautiful dying (Willy DeVille)